# Predalien
Predalien je fiktivní mimozemský tvor, který vzniká spojením ras Predátorů a Vetřelců. Vyskytuje se v počítačových hrách, knihách a ve filmech.
Predalien vznikl společně se spojením Vetřelce a Predátora. Logicky se objevila alternativa, kdy je Facehuggerem napaden predátor namísto člověka. Protože Chestburster ještě v těle svého hostitele přebírá informace DNA, vypadá predalien oproti klasickému vetřelci nebo Běžci jinak. Spojení vetřelce a predátora dává dohromady mnohem větší monstrum (o co je vyšší vetřelec vůči člověku, o to je vyšší predalien vůči Predátorovi) a hlavně mnohem statnější. 
Predalien je díky své váze a velikosti také více nemotorný než klasický vetřelec. Stejně jako predátor disponuje čtveřicí kusadel a velkou silou. Stejně jako Trubec a Běžec dokáže lézt po stěnách. Může taktéž nahradit královnu. Zvláštností a jeho silnou stránkou je rozdílné rozmnožování. Je sám schopen naklást hrdlem oběti několik svých zárodků, které se následně vyvíjí v oblasti břicha, odkud se líhnou jako obdoba Chestbursterů. Jak bylo naznačeno, z jednoho člověka se může na svět dostat více takových parazitů oproti standardnímu cyklu u vetřelce, kde jeden hostitel může nosit pouze jeden zárodek. Oproti tomu ztratil typickou krev vetřelců, coby kyselinu, a jeho krev se spíše podobá té predátorské.

## Výskyt
Počítačové hry
- Aliens versus Predator
- Aliens versus Predator 2 (především v datadisku Primal Hunt)
- Alien versus Predator 3

Filmy
- Vetřelec vs. Predátor
- Vetřelci vs. Predátor 2